# Aega platyantennata
Aega platyantennata är en kräftdjursart som beskrevs av Nunomura 1993. Aega platyantennata ingår i släktet Aega och familjen Aegidae. Inga underarter finns listade i Catalogue of Life.